# Sarkofág

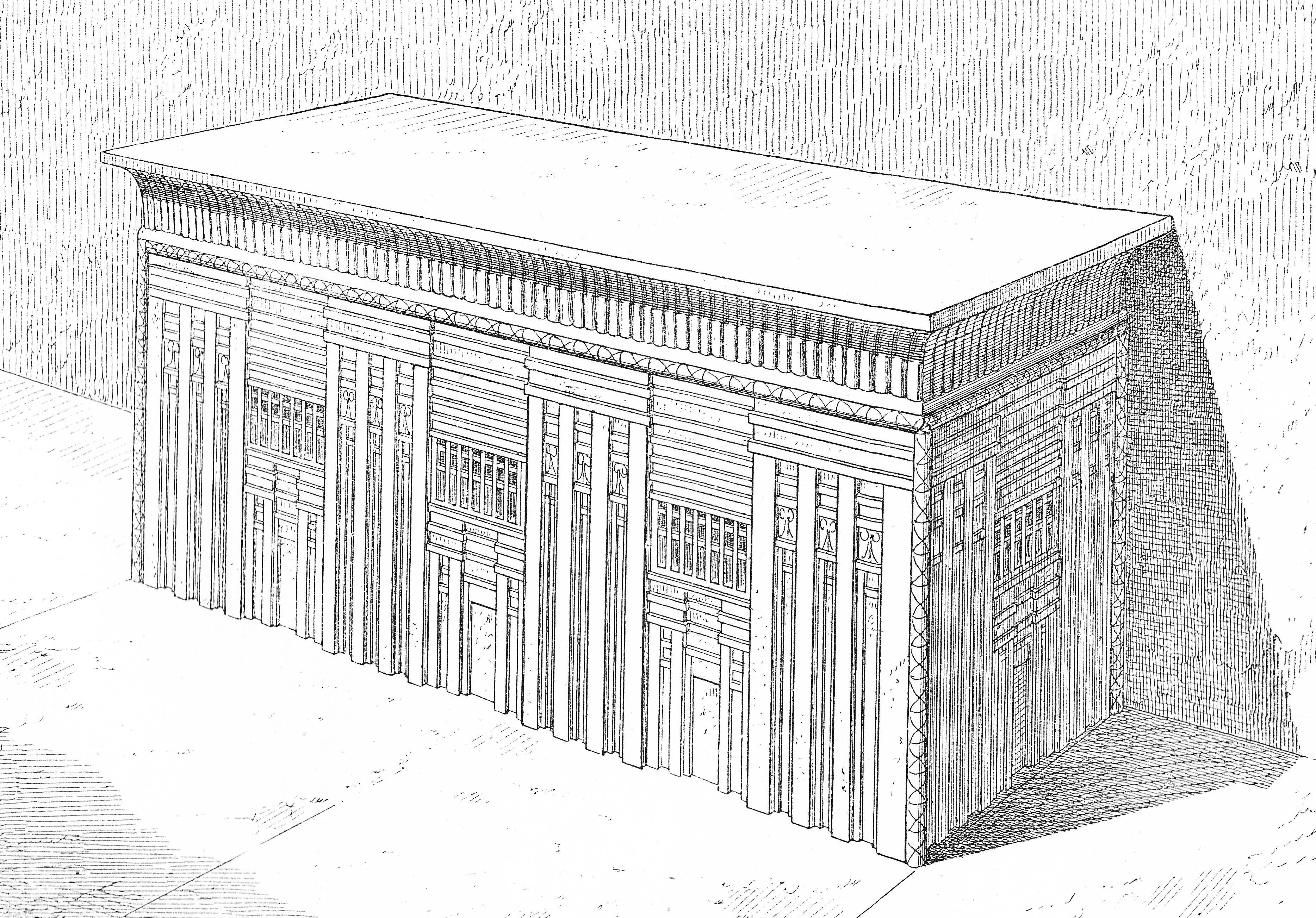
Sarkofág staroegyptského panovníka Menkaurea

Sarkofág (z řečtiny σαρξ (sarx, „maso“) a φαγειν (fagein, „požírat“) je schránka určená k uložení rakve. V 5. století př. n. l. uvedl starověký řecký historik Hérodotos ve svém díle, že první sarkofágy byly vytesané ze zvláštního typu kamene, který požíral tělo uvnitř. Jako sarkofagos lithos („kameny požírající maso“) byly označovány zejména schránky vyráběné z vápence těženého v Assu v Troadě. Tato vlastnost se nejdříve vztahovala na všechny vápencové rakve a posléze na všechny rakve.

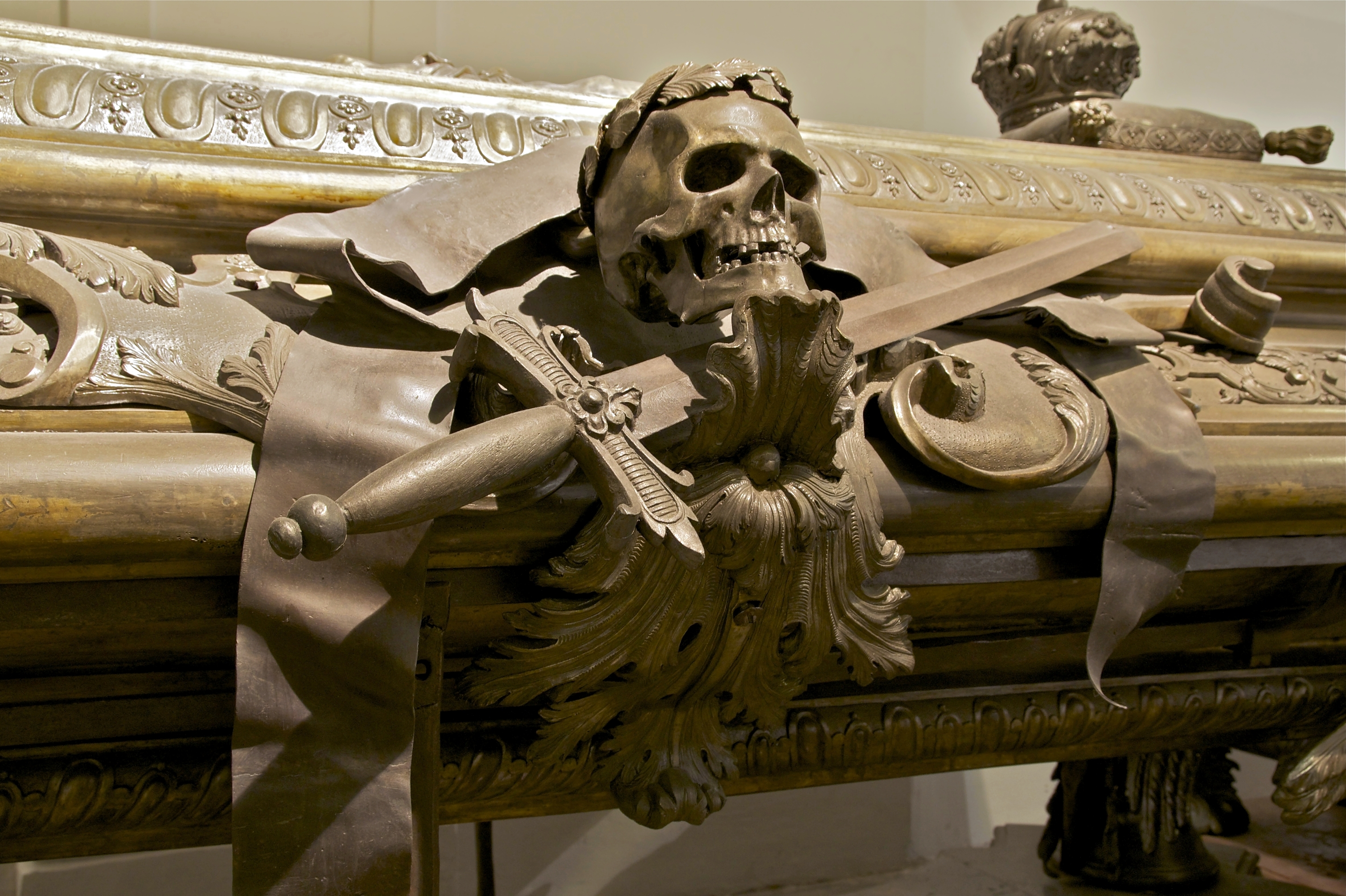
Kovový barokní sarkofág císaře a českého krále Leopolda I. (uvnitř je rakev a v ní tělo, sarkofág nebyl od uložení otevřen)

Sarkofágy bývaly obyčejně tesány z kamene a bohatě zdobené. Některé byly vyrobené tak, aby stály nad úrovní země jako součást hrobové výzdoby. Jiné se nacházely pod úrovní terénu nebo byly umístěny v kryptách. Ve starověkém Egyptě byla jako sarkofág označována vnější ochranná schránka pro královskou mumii, která v sobě obsahovala několik rakví.
Sarkofágy nikdy nepřestaly být užívány ani v křesťanské Evropě.
Označení sarkofág se obyčejně používá i pro velký ocelobetonový kryt oddělující zbytky havarovaného reaktoru černobylské jaderné elektrárny od okolního prostředí.

## Uložení sarkofágu ve starém Egyptě
Před 3. dynastií byl v Egyptě hlavním bohem podsvětní bůh Usir, proto byla hlavní část hrobu pod zemí ve formě mastaby nebo jejího předchůdce. Ve 3. dynastii si král Džoser nechal postavit svým poradcem Imhotepem první stupňovitou pyramidu v reakci na nastupující kult slunečního boha Rea. Celý hrob pak byl nad zemí, protože už nebylo potřeba ho přibližovat k podsvětí.